# .ooo
.ooo（官方表记为三个大寫的字母O）域名是一个位于互联网域名系统中的顶级域（TLD）。这个域名由Infibeam所营运。
Infibeam获得了ICANN的许可，可在澳大利亚、印度、加拿大、德国、美国、卢森堡、丹麦、英国、法国、中国、新加坡或土耳其等国家提供域名注册。
2015年，互联网研究公司Netcraft报道了此域名的发展趋势，该域名已在数千个网站上注册。